# Teratocoris saundersi
Teratocoris saundersi is een wants uit de familie van de blindwantsen (Miridae). De soort werd het eerst wetenschappelijk beschreven door Douglas en Scott in 1869.

## Uiterlijk
De bleekgroene wants is bijna langvleugelig (submacropteer) of macropteer (langvleugelig) en kan 4,5 tot 6,5 mm lang worden. Over kop, het halsschild en het scutellum loopt in de lengte vaak een zwarte lijn. Tussen de ogen loopt op de kop een dwarse groef. Het halsschild is in het midden van de zijkant en bovenkant ingesnoerd en de achterrand van het halsschild is enigszins gerimpeld en voorzien kan kleine putjes. Van de lange lichte antennes is het eerste segment groen en het achterste gedeelte van het tweede segment bruin, net als de laatste twee segmenten. De pootjes zijn geheel groen.

## Leefwijze
De soort doorstaat de winter als eitje en kent een enkele generatie per jaar. De volwassen dieren zijn van mei tot oktober te vinden op diverse grassen.

## Leefgebied
De soort is in Nederland zeldzaam en wordt alleen waargenomen rond de Waddenzee en in de delta van Zeeland en Zuid-Holland. Het verspreidingsgebied is Holarctisch, van Europa tot Siberië en Noord-Amerika.